# Phillip Phillips
Phillip Phillips (* 20. September 1990 in Leesburg, Georgia) ist ein US-amerikanischer Singer-Songwriter. Im Jahr 2012 gewann er die elfte Staffel von American Idol.

## Leben
Phillips wurde in Leesburg, Georgia, als Sohn von Sheryl und Phillip „Donnie“ Phillips, Sr. geboren. Er wuchs in Sasser und Leesburg auf und besuchte die Lee County High School. Phillips machte seinen Abschluss auf dem Albany Technical College. Bevor Phillips bei American Idol mitmachte, arbeitete er im familieneigenen Pfandleihgeschäft.
Im Alter von 14 Jahren brachte ihn sein Schwager Benjamin Neil zur Musik, den er als seinen Mentor ansieht. Im Jahre 2009 gründete er mit Neil und seinem weiteren Schwager Todd Urick die Phillip Phillips Band, mit der er in lokalen Events und Geschäften auftrat. Ein Jahr später gewann er einen Gesangswettbewerb. Er selbst beschreibt seine Musik als „Jazz, Rock und Alternative Sound“. Bevor Phillips bei American Idol mitmachte, sprach er auch für America’s Got Talent vor. Dort schaffte er den Sprung in die Endrunden aber nicht.

## American Idol
Phillips nahm am Casting in Savannah, Georgia teil und sang Superstition von Stevie Wonder vor. Auf Aufforderung der Jury gab er einen weiteren Song zum Besten, und zwar Michael Jacksons Thriller mit seiner Gitarre. Er schaffte den Sprung in die Runden von Hollywood und Las Vegas. Am 23. Februar wurde er als erster unter den Top-25-Kandidaten als Top-13-Finalist bekannt gegeben. Während der Mottoshows litt Phillips an Nierensteinen und musste achtmal operiert werden. Wegen der Schmerzen zog er oftmals in Erwägung aus dem Wettbewerb auszusteigen.
Phillips war der einzige Kandidat der Staffel, der niemals als Wackelkandidat in Gefahr war die Show verlassen zu müssen. Im Finale wurde er schließlich mit einem rekordbrechenden Voting von 132 Millionen Stimmen zum Sieger erwählt und setzte sich gegen seine Konkurrentin Jessica Sanchez durch. Sein Siegersong Home kam bis auf Platz 6 in den Billboard Hot 100 und ist mit fast 4,5 Millionen verkauften Downloads nicht nur der bestverkaufte American-Idol-Gewinnersong, sondern auch die meistverkaufte Single, die je ein American-Idol-Kandidat veröffentlicht hat.
Sein Debütalbum The World from the Side of the Moon erschien im November 2012 und stieg mit 169.000 verkauften Kopien auf Platz 4 der Billboard 200 ein.

## Diskografie
Alben
- 2012: Phillip Phillips: Journey to the Finale
- 2012: The World from the Side of the Moon
- 2014: Behind the Light
- 2018: Collateral

EPs
- 2012: American Idol Season 11 Highlights: Phillip Phillips
- 2013: iTunes Session
- 2013: Live EP

Singles
- 2012: We’ve Got Tonight
- 2012: Home
- 2013: Gone, Gone, Gone (UK: Silber)
- 2013: Where We Came From
- 2014: Raging Fire

## Auszeichnungen für Musikverkäufe
| Goldene Schallplatte - Neuseeland - 2019: für das Album The World from the Side of the Moon Platin-Schallplatte - Brasilien - 2024: für die Single Gone, Gone, Gone - 2024: für die Single Home - Neuseeland - 2015: für die Single Home - 2022: für die Single Gone, Gone, Gone |

Anmerkung: Auszeichnungen in Ländern aus den Charttabellen bzw. Chartboxen sind in ebendiesen zu finden.
| Land/RegionAuszeichnungen für Musikverkäufe (Land/Region, Auszeichnungen, Verkäufe, Quellen) | Silber  | Gold  | Platin       | Verkäufe  | Quellen              |
| -------------------------------------------------------------------------------------------- | ------- | ----- | ------------ | --------- | -------------------- |
| Brasilien (PMB)                                                                              | —       | —     | 2× Platin2   | 120.000   | pro-musicabr.org.br  |
| Neuseeland (RMNZ)                                                                            | —       | Gold1 | 2× Platin2   | 55.500    | radioscope.co.nz NZ2 |
| Vereinigte Staaten (RIAA)                                                                    | —       | —     | 6× Platin6   | 6.000.000 | riaa.com             |
| Vereinigtes Königreich (BPI)                                                                 | Silber1 | —     | —            | 200.000   | bpi.co.uk            |
| Insgesamt                                                                                    | Silber1 | Gold1 | 10× Platin10 |           |                      |